# Frieda Andreae
Sophie Friederike „Frieda“ Andreae (* 15. März 1840 auf einem Gut bei Frankfurt am Main; † nach 1922) war eine deutsche Schriftstellerin.

## Leben
Andreae wurde als das älteste von neun Kindern eines Domänenpächters auf einem Gut bei Frankfurt am Main geboren. Sie wurde bis zu ihrem 13. Lebensjahr zu Hause durch Erzieherinnen unterrichtet und besuchte später die Musterschule in Frankfurt. Während dieser Zeit wohnte sie bei ihrer Großmutter. Nach ihrer Ausbildung nach Hause zurückgekehrt wurde sie Hausfrau. Die Familie zog später in eine kleine Universitätsstadt, wo Andreae mit dem Schreiben begann. Im Jahr 1884 zog sie nach Augsburg und zwei Jahre später nach München. Hier wohnte sie noch 1922 in der Leopoldstraße, Daten über ihr weiteres Leben sind nicht bekannt.

## Werke
Bei allen genannten Werken handelt es sich um Erzählungen.
- Camilla (1879)[1]
- Im Hinterhaus. Prochnow, Berlin 1881.
- Der Muhme Erbstück. Preyß, Augsburg 1884.
- Dunkle Gotteswege. Klein, Barmen 1884.
- (Andreae, F.) Ein Geschwisterpaar. Buchhandlung der Evangelischen Gesellschaft, Stuttgart 1885.
- Eva. (1885)[2]
- Schwester Barbara. Alt, Frankfurt a. M. 1886.
- Sünde ist der Leute Verderben. (1891)[3]
- Der Sieg der Liebe. (1892)[4]
- Was Tante Selma erzählte. Drei Geschichten für Kinder. Spittler, Basel 1892.
- (Andreae, F.) Wie die Saat, so die Ernte (4 Erzählungen.) Jaeger & Kober, Basel 1893.
- Land oder Stadt (2 Erzählungen, 1893)[5]
- (Andreae, F.) Im Schatten des Heiligtums. Der Findling. 2 Erzählungen. (Goldkörner 33) Enßlin & Laiblin, Reutlingen 1903.
- Der Segen des Wohltuns. Eine kleine Heldin. (Blumen und Sterne 32) Enßlin & Laiblin, Reutlingen 1906.
- Nimm dich deines Nächsten an!. Ohne Liebe. (Goldkörner 45) Enßlin & Laiblin, Reutlingen 1909.
- Hundertfältig. Erzählung. (Blumen und Sterne 39) Enßlin & Laiblin, Reutlingen 1908.
- Der Waislein Vater. Erzählung. (Blumen und Sterne 46) Enßlin & Laiblin, Reutlingen 1908.
- (Andreae, Fr.) Heiße Herzen. Eine Lebensgeschichte, nach Familienpapieren erzählt. Bahn, Schwerin 1910.
- Um einen ew'gen Kranz. 1910.[6]